# Pierre II de Médicis
Pour les articles homonymes, voir Pierre de Médicis et Maison de Médicis.
Pierre II de Médicis, connu comme « Pierre l'infortuné », né le  15 février 1472 à Florence et mort le 28 décembre 1503 lors des préparatifs de la bataille du Garigliano. Fils de Laurent de Médicis, il lui succède en 1492 à la tête du gouvernement de la république de Florence, avec moins de succès. Il est en effet évincé par Savonarole en 1494 et contraint à l'exil. 
Il meurt la veille de la défaite de l'armée française au Garigliano, pendant la troisième guerre d'Italie, lors des préparatifs de la bataille.

## Biographie

### Origines familiales et formation
Il est le fils de Laurent de Médicis (1449-1492), dit « Laurent le Magnifique », et de Clarisse Orsini (1453-1488). 
Son frère, Jean (1475-1521), devient pape en 1513 sous le nom de Léon X ; son cousin Jules (1478-1534), fils de Julien de Médicis (1453-1478), devient pape en 1523 sous le nom de Clément VII.
Il épouse Alfonsina Orsini (1472-1520), sa cousine.

### Seigneur de Florence
Il devient maître du gouvernement de Florence à la mort de son père le 8 avril 1492, à une époque où la population de la ville est fortement influencée par les prêches de Jérôme Savonarole, prieur du couvent San Marco, qui dénonce la dépravation morale de l'Église, ainsi que celle des possédants, en particulier Laurent de Médicis. 
Savonarole poursuit sa prédication hostile aux Médicis sous le gouvernement de Pierre. Il prophétise « un nouveau Cyrus » qui va venir purifier l'Italie. Cette prédiction semble se concrétiser lorsque le roi de France Charles VIII se lance dans la première expédition en Italie en 1494.

### Face à l'armée française dans la première guerre d'Italie
En 1494, Charles VIII entre en Italie avec une forte armée afin de se rendre à Naples dont il revendique le trône, autrefois détenu par la dynastie d'Anjou, alors occupé par Alphonse II, de la famille des rois d'Aragon. Charles VIII est allié avec le Milanais Ludovic le More, qui veut devenir duc de Milan à la place de son neveu Gian-Galeazzo Sforza, gendre du roi de Naples.
À la suite de son passage par Milan, Charles VIII doit traverser le territoire de la république de Florence. Pierre souhaite rester neutre ; le roi de France lui déclare la guerre et envahit la Toscane. 
Pierre essaie de résister, recevant peu de soutien de ses sujets. Ses propres cousins, Lorenzo et Jean de Médicis, qui estiment avoir été spoliés de leur héritage, l’abandonnent pour rejoindre les rangs des républicains florentins, ralliés à Savonarole.

### La chute (1494)
L’armée française  approchant de Florence, Pierre cesse toute résistance et cède aux exigences de Charles VIII, sans essayer négocier de meilleures conditions. 
Ces concessions jugées humiliantes provoquent la furie des Florentins. Pierre s'enfuit et son palais est pillé. 
Savonarole négocie le passage des troupes françaises avec Charles VIII et est porté à la tête de la république (son gouvernement, de 1494 à 1497, va prendre la forme d'une théocratie puritaine). 
La branche aînée des Médicis est bannie de Florence. La branche cadette, alliée aux révoltés, prend le surnom de « Popolani ».

### L'exil et la mort
Pierre II s’enfuit avec sa famille vers la république de Venise, où il est accueilli grâce à l’intervention de Philippe de Commynes. Il se met au service de la France qui continue de faire la guerre aux Aragonais de Naples et à leurs alliés. 
Par la suite, il tente en vain de revenir à Florence, où Savonarole perd le pouvoir en 1497, malgré l'appui de Venise.
En 1501, il est nommé gouverneur de Cassino par le roi Louis XII. Il se trouve donc dans une position très proche du royaume de Naples. 
En 1503, il participe à la bataille du Garigliano (29 décembre), entre les armées française et napolitaine, qui est une défaite française. Pierre se noie dans le Garigliano la veille de la bataille, lors d'un engagement d'avant-garde, se trouvant dans un bateau trop lourdement chargé qui fait naufrage dans le fleuve. 
Il est inhumé dans l'abbaye du Mont-Cassin, où un tombeau est réalisé par Francesco da Sangallo sur la commande du cardinal Jules de Médicis, son cousin.

## Mariage et descendance
Marié en 1488 à sa cousine Alfonsina Orsini, il en aura quatre enfants :
- Laurent (9 septembre 1492 - mort jeune) ;
- Laurent, duc d'Urbin, père de Catherine de Médicis ;
- Clarice (1493-1528), qui épouse Philippe Strozzi ;
- Côme, mort jeune.